# Antoni Szymanowski
Antoni Jan Szymanowski (Tomaszów Mazowiecki, 13 gennaio 1951) è un ex calciatore polacco, di ruolo difensore.

## Carriera
Con la nazionale polacca ha preso parte ai Mondiali 1974 ed ai Mondiali 1978 e a due edizioni dei Giochi Olimpici, 1972 e 1976.

## Palmarès

### Club

#### Competizioni nazionali
- Campionato polacco di seconda divisione: 1

Gwardia Varsavia: 1980-1981

#### Competizioni internazionali
- Coppa Piano Karl Rappan: 3

Wisla Cracovia: 1969, 1970, 1973

### Nazionale
- Oro olimpico: 1

Monaco di Baviera 1972
- Argento olimpico: 1

Montréal 1976